# Баймухаметов, Айгиз Гиззатович
Айгиз Гиззатович Баймухаметов (род. 27 октября 1988, Абзаково, Башкирская АССР) — российский журналист и писатель

, член Союза писателей Башкортостана и России (2014), член Союза журналистов Башкортостана и России (2008), лауреат Государственной республиканской молодёжной премии в области литературы и искусства имени Шайхзады Бабича (2015), Заслуженный работник культуры Республики Башкортостан (2020). Кавалер ордена Салавата Юлаева (2024), Почетный писатель Казахстана (2024). С 2020 года — главный редактор республиканского молодёжного журнала «Шонкар». Одновременно с 2022 года - председатель Союза писателей Республики Башкортостан.  Депутат Государственного Собрания — Курултая Республики Башкортостан седьмого созыва. Член Совета по культуре и искусству при Главе Республики Башкортостан.

## Биография
Айгиз Гиззатович Баймухаметов родился 27 октября 1988 года в многодетной семье в деревне Абзаково Белорецкого района. Мать — Гульнур Нургалиевна Баимова (1957—1997), отец — Гиззат Мухаррамович (1950—2001) — оба умерли от рака. Рано потеряв родителей, воспитывался в Серменевском детском доме. Окончил факультет башкирской филологии и журналистики Башкирского государственного университета (ныне Уфимский университет науки и технологий). В 2011—2016 годах работал корреспондентом отдела литературы и культуры республиканской газеты «Башкортостан».
Член Комиссии по языкам народов РБ при Правительстве Республики Башкортостан (с 2019 года). Член коллегии Министерства культуры Республики Башкортостан. Был делегатом Дней башкирской литературы в Челябинской, Оренбургской областях, Курултая тюркского мира (г. Трабзон, Турция). Принимал участие на конференции молодых писателей тюркского мира (2015 г. — Казань, Россия; 2016 г. — Баку, Азербайджан; 2017 г. — Стамбул, Турция), на форуме писателей Евразии (в городах Астана и Туркестан; Казахстан — 2018 г.) Является официальным представителем Союза молодых писателей тюркского мира (Азербайджан) в Башкортостане (с 2016 года).
В 2022 году Айгиз Баймухаметов был избран председателем Союза писателей Республики Башкортостан.
В сентябре 2023 года избран депутатом Государственного Собрания — Курултая Республики Башкортостан по Белорецкому одномандатному избирательному округу №38. Член Комитета по развитию институтов гражданского общества, информационной политике и делам религий.

## Творческая деятельность
Айгиз Баймухаметов — яркий представитель башкирской литературы начала XXI века. Получил широкую известность благодаря автобиографической повести «Не оставляй, мама!», где описывается горькая судьба детей-сирот, оказавшихся в стенах детского дома. Изначально книга была опубликована на башкирском языке в 2013 году («Ҡалдырма, әсәй!») и была в числе победителей VIII Республиканского конкурса «Лучшая башкирская книга года Республики Башкортостан». Позже это произведение многократно издавалось на русском, татарском, чувашском, казахском, киргизском, узбекском, азербайджанском языках. Повесть в Башкортостане и Кыргызстане включена в учебную программу. В одном из интервью писатель признался, что получил множество писем от людей, которые после прочтения его книги усыновили детей.
В 2015 году за книгу «Ҡалдырма, әсәй!» (с баш. — «Не оставляй, мама!»; перевод Гульфиры Гаскаровой) Айгиз Баймухаметов был удостоен Государственной республиканской молодежной премии имени Шайхзады Бабича.
«Не оставляй, мама!» стала самой многотиражной книгой в башкирской литературе.
К 2018 году книга была издана на нескольких языках общим печатным тиражом, превысившим 30 тысяч экземпляров. Она была признана бестселлером в Казахстане и Башкортостане.
В 2019 году на презентацию книги в Бишкеке (Кыргызстан) собралось около 3000 зрителей.
По мотивам этой повести были поставлены спектакли: 2016 г. — «Навстречу мечте» в Башкирском театре драмы имени М.Гафури (режиссер — Ильсур Казакбаев); 2017 г. — «Аба эжын ургынууд» в Бурятском государственном академическом театре драмы имени Х.Намсараева (режиссер — Ильсур Казакбаев). Творческий коллектив Башкирского академического театра драмы им. М. Гафури (режиссер Ильсур Казакбаев, актеры Артур Кабиров, Фанис Рахметов, Урал Аминов, Ринат Баймурзин) за создание спектакля «Навстречу мечте» в 2017 году удостоен Государственной республиканской молодежной премии имени Шайхзады Бабича.
В 2018 году в Акмолинской области (Казахстан, г. Кокчетау) открылся Молодежный театр «Эл-Жастар». Первой постановкой нового театра стала драма «Армандар кемесі» на основе повести Айгиза Баймухаметова «Не оставляй, мама».
В 2020 году по мотивам повести «Не оставляй, мама!» поставлены спектакли в Карагандинском русском драмтеатре им. Станиславского (Казахстан) и в Нижнекамском татарском драмтеатре им. Т. Миннуллина (Татарстан).
Вторая книга — «Детство без сказок» («Әкиәтһеҙ бала саҡ»). Этот сборник рассказов является продолжением его нашумевшей автобиографической повести «Ҡалдырма, әсәй!» («Не оставляй, мама!») о попавшем в детский дом круглом сироте Ильясе. В новом сборнике описывается дальнейшая судьба героев — детдомовцев, оказавшихся в тяжелых жизненных условиях.
Книги «Дети улицы», «Как интересна эта жизнь…», «Обманщик» также были тепло восприняты читателями, переведены на многие языки.
Имеет множество зарубежных наград (Казахстан, Кыргызстан, Узбекистан, Азербайджан, Турция, Ирак и т. д.). В 2019 году получил Первую национальную телепремию «Курай Даны» («Слава Курая»), организованную телеканалом «Курай», в номинации «Писатель года» (Республика Башкортостан).

## Книги
- Ҡалдырма, әсәй!: Повесть. — Уфа: Китап, 2013, 2016 (башк.)
- Не оставляй, мама!: Повесть. — Уфа: Инеш, 2014, 2016. — 176 стр. (рус.)
- Әкиәтһеҙ бала саҡ: (детдом хикәйәләре) — Уфа: Инеш, 2016 (на башк. языке)
- Детство без сказок: (детдомовские рассказы) — Уфа: Инеш, 2017 (на рус. языке)
- Тастамашы, ана!: Повесть. — Алматы: Кокжиек, 2018. (казах.)
- Урам балалары, 2018. Уфа: Китап (на башк. языке)
- Калдырма, энкэй! 2018.- Уфа (на тат. языке)
- Ҡыҙыҡ был тормош… /байки, рассказы; 2018 — Уфа (на башк. языке)
- Дети улицы; 2018 — Уфа, Китап (на рус. языке)
- Алдаҡсы. 2019 — Уфа, Китап (башк.)
- Ан парах, анне! — Чебоксары, 2019 (чуваш.)
- Колдирма, она! — Андижан, 2019 (на узб. языке)
- Getmә, ana! — Баку, 2020 (на азерб. языке)
- Көчө балдары. — Бишкек, 2020 (киргиз.)
- Көше балалары. — Алматы, 2020 (казах.)

## Награды
- Государственная республиканская молодежная премия имени Шайхзады Бабича (2015)
- Заслуженный работник культуры Республики Башкортостан (2020)
- Орден Салавата Юлаева (2024)
- Медаль Абая (Казахстан)
- Почетный писатель Казахстана (2024)
- Медаль Кайсына Кулиева (Кабардино-Балкария)
- Благодарственное письмо Министерства культуры Республики Татарстан.
- Почетная грамота Союза молодых писателей тюркского мира (Азербайджан)
- Диплом Союза писателей Турции
- Диплом Союза писателей Ирака
- Благодарность акима Алматинской области (Казахстан)